# Brie-sous-Barbezieux
Brie-sous-Barbezieux – miejscowość i gmina we Francji, w regionie Nowa Akwitania, w departamencie Charente.
Według danych na rok 1990 gminę zamieszkiwało 145 osób, a gęstość zaludnienia wynosiła 22 osób/km² (wśród 1467 gmin regionu Poitou-Charentes Brie-sous-Barbezieux plasuje się na 848. miejscu pod względem liczby ludności, natomiast pod względem powierzchni na miejscu 1005.).